# Шум-гора

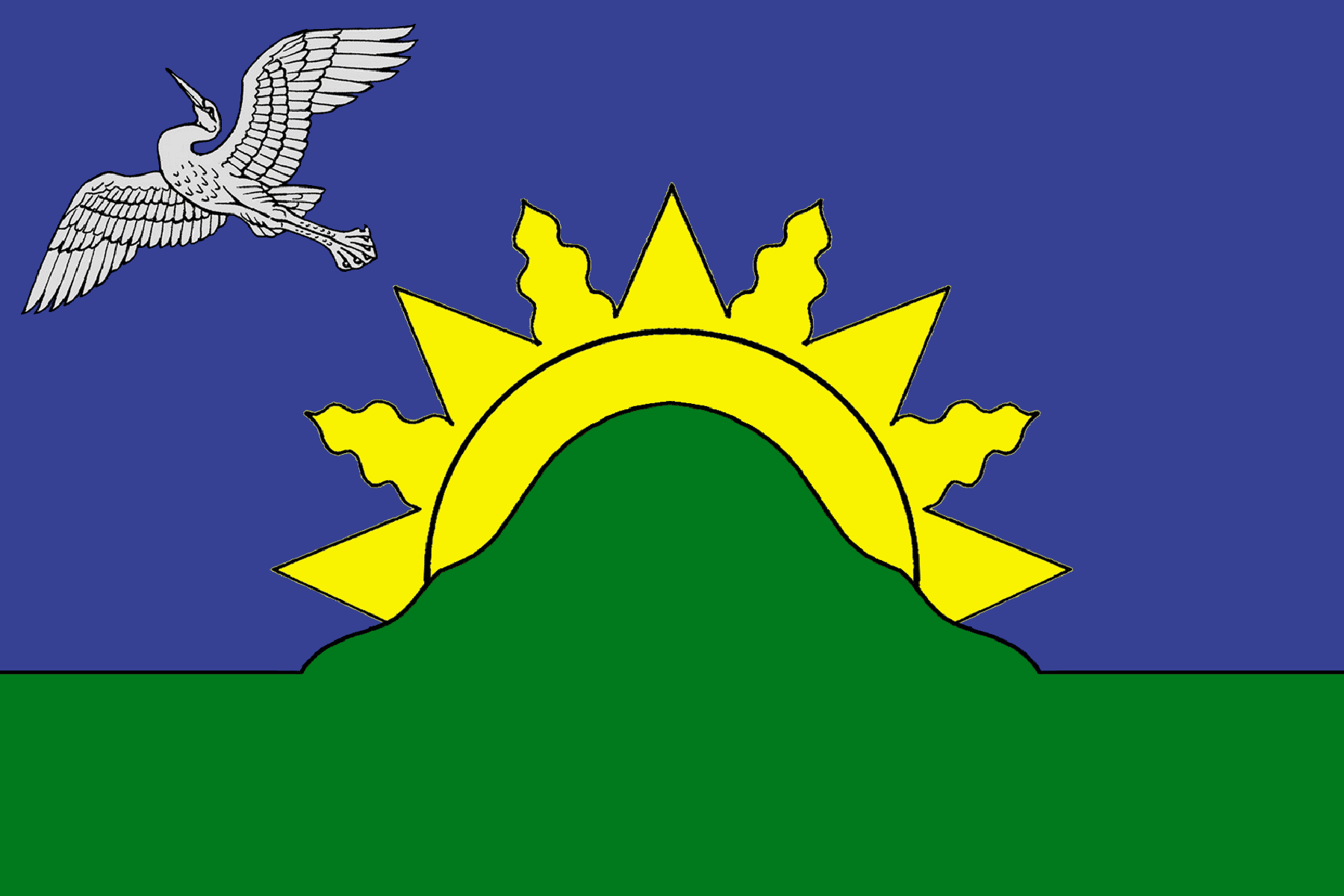
С 2010 года Шум-гора изображена на флаге Батецкого района Новгородской области

Шум-гора, Передольская сопка, Крестовая сопка, Большая сопка, Рюрикова могила, Вилия гора — сопка, сакрально-погребальный памятник, расположенный на левом берегу реки Луги, между деревнями Подгорье и Заполье Батецкого района Новгородской области, датируется VIII—X вв, является одним из самых больших средневековых захоронений на Руси: высота сопки составляет около 14 м, диаметр основания — 70 м.

## Описание
Данный объект входит в состав крупного археологического комплекса, включающего в себя городище, селище и группу сопок. Из окружающих сопок эта насыпь выделяется размерами: высота составляет от 12 до 13,5 м (с учётом перепада отметок рельефа), диаметр — 70-75 м. Первый ярус имеет высоту 6,5 — 8 м, диаметр площадки первого яруса составляет ок. 50 м. Диаметр основания второго яруса — 34-35 м, высота ок. 5,5 м. Диаметр верхней площадки достигает 18 м.
Поверхность выложена кусками известкового плитняка, вбитого в грунт склонов в виде террас, и покрыта слоем дёрна толщиной 10—20 см. Верхняя площадка кургана плоская, как у скандинавских курганов Гнездова. В древности «Крестовая сопка» могла быть «идеально белым сооружением».
Ранее на одной из сторон росло 15 елей, которые считают заповедными, а когда-то существовал запрет на рубку леса с Крестовой сопки. На её вершине до XIX века стоял каменный крест (а ещё ранее три креста), окруженный валунами, на которых были нанесены таинственные письмена. Также какое-то время на ней стояла часовня. На православные праздники в «Троицу», в неделю «Всех Святых» ежегодно местные жители со священниками приходили к ней Крестным ходом из храма Святого Великомученика Георгия на молебен, по Родительским Субботам поминали усопших. После 1917 года Крест и часовня были снесены. Местные жители, среди которых был большой процент староверов, издавна связывали Вилию гору с захоронением Князя Рюрика, называя её «Рюрикова могила», сохранив подробное древнее сказание о его гибели и захоронении в кургане.
В результате проведения георадарных исследований было выяснено, что внутри искусственной сопки находятся чётко ориентированная с востока на запад камера размерами 9х3х3 метра в её центре на глубине 14-15 м от вершины и ведущий к ней широкий проход, который начинается от пяточного камня кургана, по которому на носилках можно было что-либо вносить, а по периметру основания — валуны.
В 2003 г. в присутствии ученых на вершине сопки были открыты две каменные плиты, украшенные монограммой (гальдрастафом), напоминающие, с одной стороны, знаки на оболах Карла Великого и на верденских денариях Карла II Лысого (840—877 гг.), с другой стороны, — монограмму византийских Палеологов, а с третьей, — изображение «двузубца» или «трезубца» (знаки Рюриковичей).
Находится в болотистой части поля и не господствует над местностью, с реки просматривается плохо. Восточнее, на расстоянии 50 м, в лесу начинается старое кладбище.
Согласно современным находкам археологов и лабораторным исследованиям артефактов, найденных в ходе раскопок на Рюриковом городище под Новгородом, деревянная варяжская крепость (резиденция князя), которую по мнению М. Н. Тихомирова мог построить Рюрик, была построена в 858—861 гг.

## История исследования
Издавна местные жители хранят предания и легенды о необычной Передольской сопке («Рюрикова могила», «Вилия гора») как о могиле Рюрика. Этот курган входит в комплекс так называемых Оредежских сопок, растянувшийся на километры в междуречье Луги и Оредежа — местность, где жили также крестьяне-староверы. Показательно соседство (если не тождество) старообрядцев и хранителей Рюриковой легенды.
Название «Шум-гора» появилось поздно, лишь в конце XIX в., имеет фольклорное происхождение, связано с народным обычаем у местных жителей опускать в яму на вершине кургана монеты и ленты и слушать «особенным образом», как шумят недра сопки. Однако подобные рассказы о «шумных горах» А. Н. Афанасьев возводит к сказаниям о «неистовом воинстве Одина».
Первое подробное описание остатков старины Передольского погоста (1880 г.), в том числе и «Большой сопки», принадлежит М. Быстрову. Согласно разным исследованиям ранее её долго называли «Крестовой сопкой», а также «Рюрикова могила», на вершине которой стоял каменный крест, окружённый валунами, и стояла часовня. Местные жители приходили крестным ходом на «Троицу», в неделю «Всех Святых», «молились на крест» или служили молебен на ней (<<На день всех святых на вершину сопки совершали Крестный ход". До появления каменного креста на вершине ранее стояли три Креста (возможно, в честь Рюрика, Синеуса и Трувора).

Название же «Рюрикова могила» связано со сказанием: 
«Была битва поздней осенью, на северном берегу Луги. Рюрик был тяжело ранен и погиб. Холодно было, земля смерзла, тело его засыпали камнями. Весной тело Рюрика перенесли через реку в местечке „Каменья“ с огнями, на южный берег р. Луги, где похоронили в большом кургане, в золотом гробу и с ним 40 бочонков серебряных монет, коня с позолоченным седлом, а также эти 12 человек головами по кругу.» (Место записи: Подгорье, Волочек, Брод. Время — середина 90-х гг. XIX в.; что нашло отражение в фольклоре и легендах местных жителей, собранных и записанных исследователями в XX веке и позднее).

Подобным образом православные жители в Великолуцком уезде Псковской губернии, где по преданию под одним курганом «лежит храбрый витязь, богатырь славный, павший во честном бою за веру христианскую» в память витязя служили встарь панихиды.
Однако, именно на Троицу Дух Святой низошёл на апостолов — и такой день весьма подходит для объявления народу Богоизбранного монарха, и является неким символом благословения свыше царской (княжеской) власти. Народные обряды, в Троицкий праздник проводившиеся на «Крестовой сопке», вероятно, сохранили след некоего государственного ритуала, указывающего на важное место Рюрикова кургана в судьбах России. Население Передольского погоста могло почитать в Рюрике первого Царя-христианина Руси. Подобным образом в Изборске на знаменитой Труворовой могиле стоял древний каменный крест, почитавшийся местными жителями, которые ещё в XIX столетии называли Рюрикова брата «Царем Трувором». Причем тогда же изборские горожане, по словам этнографа П. И. Якушкина, всё норовили спутать Трувора с Рюриком. И на Белом озере показывали в XIX веке могилу третьего брата, «Царя Синеуса».
Сооружение креста и часовни на Рюриковой могиле — тому есть пример: в датском Хернинге под древней церковью был исследован холм, который оказался могилой-курганом (с похороненой в погребальной камере респектабельной дамой), немногим более древним, чем храм. В древности первые христиане совершали Литургию на гробах святых мучеников. На Руси традиция погребения под полом храма зародилась вместе с распространением христианства. Помимо святых и мучеников внутри церквей хоронили высших церковных иерархов и князей.
В 1927 г. комплекс был впервые обследован сотрудниками ГАИМК П. Н. Шульцем и В. П. Гроздиловым. Группа сопок в количестве 6 насыпей паспортизирована в 1949 г., обследовалась С. Н. Орловым в 1959 г., и Новгородским отрядом ИА АН СССР в 1975 г. В 1984 г. Н. И. Платоновой здесь было открыто селище площадью ок. 9 га, раскопки которого начались с 1985 г. и продолжались с перерывами до середины 2000-х гг. За это время на разных участках вскрыто 212 м², а также раскопаны две насыпи, давшие интересный материал по погребальной обрядности носителей культуры сопок.
Возобновление интереса к Передольскому погосту в современное время подстегнул собранный подъёмный материал на погосте местными краеведами М. С. и С. С. Алексашиными, который в совокупности с формой и размерами самой Крестовой сопки отсылал к схожим «королевским курганам» в шведских и датских погребениях. Некоторые ученые, в том числе академик Б. А. Рыбаков, уже несколько десятилетий назад согласились с высказанным в 1920-х годах И. Беляевым предположением, что Князь Рюрик русской летописи — это Рорик Ютландский (по месту его рождения) или Фрисландский (по месту его владений), один из сыновей ютландского конунга Хольвдана (из рода Скьельдунгов, происходящий по преданию от Одина Скьёльда), изгнанного из Дании примерно в 782 г., и получившего от Карла Великого во владение (лен) страну фризов (где была область Рустрингия, на побережье Северного моря с выходом в Варяжское море) на условиях охраны побережья Фризии от викингов и уплаты налогов в имперскую казну. Причём, именно фризские кувшины, датированные IX в., фризские гребни и скандинавские бусы были обнаружены археологами в курганах возле скандинавских (варяжских) поселениях близ Ладоги, места княжения Рюрика c 862 по 864 год. А гидроним «Луга» отсылает к описанному Тацитом союзу племен, называемый лугиями, которых современные исследователи определяют страной их происхождения — север и запад Ютландского полуострова (то есть предполагаемую родину Рюрика). Известно, что после изгнания из Дании Харальда Клака, при покровительстве которого св. равноапостольный Ансгарий вёл проповедническую деятельность в Дании, он вместе с братом Рориком (Ютландским), родичами и знатью приняли крещение в Ингельхейме на Рейне у Людовика Благочестивого в 826 г., найдя там убежище от соперников (язычников) и опору для борьбы за верховную власть над Данией. Данный факт согласуется с гипотезой А. А. Горского, который первым обратил внимание на то, что в двух византийских источниках «русь» выводится «от рода франков». В окружении христианина Рорика (крестильное имя могло быть другое), как следует из жития святого равноапостольного Ансгария, были христиане — «мнози бо беша варязи христиане». Известно также, что во время набега в 845 г., когда его дружине угрожало «моровое поветрие», Рорик повелел отпустить всех пленников-христиан, а соратникам приказал две недели поститься. После долгих лет борьбы за верховную власть над данами Рорик Ютландский, не добившись в итоге успеха, пострадав от ложного обвинения франков в измене, не видел больше смысла в подчинении императорам франков. Вдобавок к этому жемчужина владений Рорика торговый центр Дорестад стал терять своё значение из-за заиливания русла Рейна. При возвращении Рорика на свою родину в Хедебю уже стояла христианская церковь, построенная св. равноапостольным Ансгарием в 850 году. (Очевидно, в борьбе за власть с соперниками родичами, язычниками, Рорику и дали прозвище «желчь(язва) христианства», которое распространилось по всему побережью Варяжского моря.) Вероятно, с этого времени Рорик и обратил своё внимание на Восток, торговые связи с которым были установлены фризами ещё в VIII в., где впоследствии согласно ПВЛ около 860-х гг. в землях славян и финнов появляется призванный ими владеть и судить «по праву» Князь Рюрик/Рёрик (успешно защищавший в течение 23 лет побережье Фризии от набегов викингов), приведший с собой «всю Русь» (знакомую с социальной структурой и организацией власти в империи франков), «дружину многу и предивну», варягов, но не тех, которых союз славянских и финно-угорских племён прогнали ранее. Оставшиеся во Фризии относительно немногочисленные норманны были перебиты в 885 г. в Бетуве после предательского убийства их вождя Готфрида на переговорах с франкской знатью. После 885 г. все сообщения о норманнах во Фризии прекратились.
Потомок христианина Рюрика Иван III так отвечает на предложение просить императора о королевской короне: «Мы Божьею милостью государи на своей земле изначала, от первых своих прародителей, а поставление имеем от Бога, как наши прародители». А при восшествии на московский престол великие князья клялись: «… чтобы нам быти на Московском государстве государем царем и великим князем, по степени прародителей наших, его же дарова Бог великому государю Рюрику … и до прародителя нашего великого государя Александра Ярославича Невского …» («Запись целовальная, по которой сам Царь целовал крест»).
В 2002 г. по инициативе Алексашиных и при участии петербургского археолога Г. С. Лебедева были организованы георадарные исследования сопки, в ходе которых уточнили размеры (высота — 14 м, диаметр — 70 м.) и структуру сопки (поверхность сопки выложена кусками известкового плитняка, что в древности могло быть «идеально белым двухъярусным сооружением»), а на глубине 14-15 м от вершины была обнаружена полость размером 9х3х3 метра, «вытянутых очертаний», четко ориентированную с востока на запад. Наличие данного объекта, его размеры и ориентировка подтверждены многократным профилированием. Всего на вершине сопки произведено 53 профильных сканирования двумя различными антеннами. У исследователей (в том числе Г. С. Лебедева, выступившего в телевизионной программе «Искатели») возникло предположение, согласующееся с местным преданием, что полость — это погребальная камера или саркофаг.
8 июля 2003 г. в присутствии петербургских и московских ученых на вершине сопки были открыты две каменные плиты, украшенные монограммой (гальдрастафом). Монограмма напоминает, с одной стороны, знаки на оболах Карла Великого (отчеканенных в Мелле) и на верденских денариях Карла II Лысого (840—877 гг.), с другой стороны, — монограмму византийских Палеологов, а с третьей, — изображение «двузубца» или «трезубца» (знаки Рюриковичей) на так называемых «дрогичинских пломбах» (ХII-ХIV вв., найденных в г. Дрогичине на Западном Буге) и на серебряном перстне Московского Исторического музея, а также на перстнях, приписываемых сыну Ярослава Мудрого, Всеволоду, и хранящихся в фондах Британского музея.
В 2003 г. Н. И. Платонова совместно со специалистами Всероссийского научно-исследовательского института разведочной геофизики («Рудгеофизика») и геологического факультета СПбГУ провели сейсмографические исследования сопки, целью которых являлась разработка методики исследования памятников археологии неразрушающими методами. Работы 2003 г. стали для указанного коллектива одним из этапов исследования сопки геофизическими методами.
В 2005 г. сейсмические наблюдения были продолжены. При этом главное внимание было уделено тестированию нижней части насыпи. Итоги работ 2003—2005 гг. легли в основу публикации в специализированном геофизическом издании, а также были совмещены с итогами работ 2002 г. в коллективной статье с участием археологов Е. Н. Носова, Н. И. Платоновой и Б. С. Короткевича, вышедшей в 2007 г. В указанной статье было сформулировано отношение к результатам, полученным в 2002 г. при использовании георадарного тестирования. В частности, отмечалось, что метод разработан ещё недостаточно и на основании этих данных «нельзя всерьёз говорить ни о „погребальной нише“, ни о „туннеле“ в насыпи Шум-горы». По итогам сейсмографических исследований геофизиками был сделан ряд важных выводов. Получило подтверждение искусственное происхождение всей насыпи. При этом удалось зафиксировать ряд аномалий, свидетельствующих о неоднородности её строения. Были выделены зоны со свойствами, присущими скоплениям валунов, в том числе образующих «некое подобие окружности». В центральной части насыпи выявлена обширная область, предположительно сложенная материалом «по своим характеристикам напоминающим торф».
Тем не менее, при интерпретации данных сейсмической томографии 2003—2005 гг. «возник ряд неоднозначностей, требующих дополнительных уточнений». С этой целью в 2006 г. на сопке «был выполнен комплекс геофизических исследований, который включал в себя высокоточную сейсморазведку, электроразведку и магниторазведку». В суммарных выводах статьи 2009 г., подводящей общие итоги всего цикла исследований содержится окончательная констатация искусственного характера сопки. Из конструктивных особенностей насыпи было подтверждено наличие рва и скоплений валунного материала в нижней части, при этом не исключалась их связь с разрушенными остатками какого-то строения. Наиболее важный вывод сделан относительно низкоскоростной зоны, расположенной в верхней части насыпи (выше 5 м от её основания), которая была интерпретирована как засыпанная погребальная камера. Все эти элементы были отражены в представленной археолого-геофизической модели.
В целом, проведённый цикл работ показал перспективность использования методов неразрушающих исследований, применительно к уникальным археологическим объектам, к которым, безусловно, относится данная сопка.
Современные археологи и лабораторные исследования артефактов, найденных в ходе раскопок на Рюриковом городище под Новгородом, подтвердили возраст деревянной варяжской крепости и установили, что крепость на Городище была построена в 858—861 годах и она была резиденцией князей. Анализируя летописный текст, в своем обобщающем труде по древнерусским городам М. Н. Тихомиров отмечал, что "легенда о построении города Рюриком может относиться к Городищу, которое так и носит название Рюрикова городища.
В проекте, посвящённом исследованию родословной и генетических данных Рюриковичей историк, генеалог, специалист в области генетической генеалогии Волков Владимир Геннадьевич привёл результаты исследований: 1) наиболее близкие генетические родственники Рюриковичей проживают, в основном, на территории Швеции; 2) самые ближайшие к ним проживают на востоке Швеции, где располагалась древняя столица Швеции — Упсала, в которой сидели древние короли; 3) возможно Рюрик происходил из племени Русь, которое там существовало; 4) дальние предки Рюрика скорее всего проживали на территории Северо-Западной части (будущей) Руси, а туда их предки пришли с Урала.

### Критика априорности отнесения сопки к категории погребальных сооружений
В. Я. Конецкий и С. В. Трояновский отметили слабое звено, способное повлиять на изучение памятника и интерпретацию полученных до 2009 года материалов. Дело в том, что ещё до начала работ сопка была безоговорочно приписана к категории погребальных объектов. В указанных выше публикациях 2005—2009 гг. повторяется утверждение, что сопку можно считать «самой высокой из всех известных сохранившихся больших курганов I—II тыс. н. э. в Северной и Восточной Европе, включая „королевские курганы“ Скандинавии и Дании (так в тексте — В. К., С. Т.)». Априорное и однозначное отнесение сопки к категории погребальных сооружений препятствует поиску других атрибуций. Интерпретация низкоскоростной зоны насыпи, пусть даже и вероятностная, как «засыпанной погребальной камеры» или «обрушенной погребальной камеры» неизбежно вызывает ассоциации с камерными погребениями. В таком случае, сопка оказывается связанной с погребальной обрядностью, свойственной социальной верхушке формирующегося Древнерусского государства, при том, что этот тип погребений генетически восходит к скандинавской традиции.
Гипотеза Н. И. Платоновой о наличии «камерного погребения» внутри «большой сопки» Передольского погоста не только противопоставляет сопку её локальному сопочному окружению, но и в целом выводит её за рамки этой категории памятников. Впрочем, безотносительно возможного существования внутри насыпи погребальной камеры, внешнее отличие Крестовой сопки от сопок очевидно. Это и стимулировало поиск её экстраординарности с привязкой к известным историческим личностям, в частности, Рюрику.

### Интерпретация насыпи как фортификационное сооружение
Возвращаясь к необычному для сопок облику сопки, отмечается, что и в этнографической традиции она вызывала не только погребальные ассоциации. Быстров фиксировал приуроченные к данному объекту фольклорные сказания о «провалившейся церкви» («вместе с богомольцами»). Он же приводит мнение «деревенских рационалистов» («такое объяснение не связано с местной традицией и появилось незадолго до написания статьи»), что «это батарея, а на плечах и вершине её ставились пушки». Православно-этнографические комментарии к преданиям о сопке, включая приведённые в статьях Н. И. Платоновой, были опубликованы профессором А. А. Панченко.
Таким образом, «выпадение» Крестовой сопки из круга сопок, ещё более обособляет объект и побуждает к поиску аналогий на всей территории Древней Руси и за её пределами, причём не только погребальных. Наличие двух ярусов в сочетании с размерами верхней площадки позволяют предположить не погребальное, а фортификационное назначение этого сооружения. Хронологическими рамками, внутри которых существовали необходимые условия и предпосылки для такого монументального строительства на Передольском погосте можно, с опорой на мнение Н. И. Платоновой, определить с сер. X в. до середины XII в., когда, по её мнению, Передольский погост являлся поселением протогородского типа, дальнейшее развитие которого, как и других локальных центров, было прервано «централизаторской политикой Великого Новгорода, не заинтересованного в их дальнейшем росте».
В. Я. Конецкий, С. В. Трояновский констатируют, что оборонительные объекты, подобные Крестовой сопке, такие, как городища, основой которых является искусственная насыпь, на территории Древней Руси в это время отсутствуют. В то же время, при расширении географии поиска, обнаруживается многочисленный ряд подобных сооружений, расположенный достаточно далеко от Руси, к западу от р. Эльбы. Этот тип «крепостиц» имеет в западноевропейской историографической традиции наименование motte, внедрённое в научную литературу в середине XIX в. известным французским архитектором Виолле-ле-Дюком. Одной из наиболее распространённых версий происхождения термина считается норманно-французское название насыпного холма — motte, что означало «торф». Впоследствии термин получил развитие в староанглийском языке, где словом moat обозначали обводнённый ров, а motte приравнивалось по значению к выражению moated site, то есть «окружённый рвом холм». В немецкой научной литературе подобные объекта в XIX в. обозначались термином Turmhügel (букв. «башенный холм»).
Совокупность исторических и археологических источников указывает на вторую половину X и XI вв., как период возникновения и широкого распространения данного типа фортификаций в Западной Европе. Причинами этого, по мнению одних авторов, являлась внешняя опасность со стороны венгров и славян. Другая точка зрения связывает их с процессом феодализации («озамчивания») территорий, захваченных норманнами. Границы распространения motte в первую очередь охватывают территорию северо-западной Франции (Нормандию), где, как считается, этот тип укреплений и возник. Сотни таких холмов появились в юго-восточной Англии после норманнского вторжения 1066 г. и впоследствии распространились до севера Шотландии и в Ирландии. На гобелене из Байо содержится несколько характерных motte, причём насыпанных как норманнами, так и англосаксами.
По данным немецкого исследователя Херманна Хинца на Европейском континенте зона распространения motte на востоке проходит примерно по бассейну р. Эльбы, охватывая при этом исторические области Богемию и Силезию. Эти искусственные возвышения обычно приурочены к плотно заселённым территориям.
В классическом варианте motte представлял собой насыпной холм из земли, часто смешанной с гравием, торфом, известняком или хворостом. Использование столь разнообразного, в том числе органического материала, преследовало вполне прагматичную цель: создать насыпь большого объёма при минимизации трудозатрат. Motte имел в основном форму усечённого конуса, высотой от 10 до 30 м. Холм был круглый или приближенный к квадрату в основании, диаметр холма был, по меньшей мере, в два раза больше высоты. Поверхность motte часто покрывали глиной, либо деревянным настилом. На вершине возводилась деревянная или каменная башня (донжон), окруженная палисадом. Вокруг холма шёл заполненный водой или сухой ров, грунт из которого использовали для насыпи. Доступ в башню осуществлялся по деревянной лестнице, устроенной на склоне холма. Как правило motte входит в двухчастную структуру, имеющую название motte and bailey,то есть «за́мок и двор».
Наличие у motte двух ярусов не является широко распространённым признаком, хотя аналоги Крестовой сопке в этом отношении существуют. Причины возведения двухъярусной насыпи могут иметь двойную природу: с одной стороны, нижний ярус мог являться первым рубежом обороны. В то же время, при возведении холма из текучих по характеристикам грунтов (пески, супеси, суглинки и глины), дополнительная опорная площадка нижнего яруса обеспечивала общую устойчивость сооружения при необходимой высоте. При этом нужно учитывать, что современные контуры двухъярусных в древности насыпей далеки от их первоначальных очертаний.
Появление в Новгородской земле укрепления западноевропейского типа может показаться невероятным, но лишь на первый взгляд. По предположению В. Я. Конецкого и С. В. Трояновского в истории Новгорода был период, когда совместился целый ряд факторов, делавших вполне возможным возникновение здесь такого уникального объекта. Он связан со временем княжения в Новгороде Мстислава Владимировича, продолжавшемся с 1088 по 1117 гг.
Историками неоднократно отмечалось, что княжение Мстислава стало переломным этапом в процессе складывания особого типа отношений Новгорода с князьями. С фигурой этого князя новгородцы связывали надежды на создание собственной, независимой от Киева, династической линии. Подтверждением тому является зафиксированное летописью заявление новгородцев: «въскормили есмы собе князь».

### Критика интерпретации насыпи как фортификационного сооружения
Такое искусственное отдельно стоящее фортификационное сооружение не имеет смысла с военной точки зрения в данной местности и в таком окружении, так как находится вдали от источника воды, не имело никакого глубокого рва для защиты от нападения, не имело рядом объектов для защиты, не могло иметь больших запасов для ведения боя, легко было бы разрушено, сожжено или осаждено. Мнение о фортификационном сооружении зафиксировано Быстровым в XIX веке от «деревенских рационалистов», «не связано было с местной традицией и появилось незадолго до написания статьи», и противоречило другим многочисленным сказаниям о могиле Рюрика, о гибели какого-то знатного человека, о гибели Юрия, и т. п. Кроме того, такая версия никак не объясняет наличие мягкого грунта в центре, ориентированную с востока на запад камеру (неоднородность грунта) размерами 9х3х3 метра, и наличие каменного креста (и трех крестов) на вершине Крестовой сопки. Так же как и не объясняет её название Крестовая сопка, традиционные ежегодные православные крестные ходы к ней, молебны у неё на православные праздники. И наоборот, погребальная сопка полностью объясняет наличие совокупности всех обнаруженных фактов и материалов.
Выдвинутая версия авторов о сопке как о фортификационном сооружении на основании лишь предположения одного деревенского рационалиста при явном игнорировании исторических сказаний многих местных жителей о сопке как о могиле, которые были собраны учёными, уже говорят об отсутствии объективности у авторов такого подхода, не говоря уже об игнорировании других фактов.
Гипотеза, по которой Шум-гора представляет собой не курган, а остатки motte — насыпного холма с башней-донжоном наверху, не подтверждается археологией. В новой статье Н. И. Платоновой приведены аргументы против этой точки зрения.

### Возможный владелец Крестовой сопки в XI—XII вв.
Появление на Передольском погосте предполагаемого сооружения как motte могло объясняться культурной ориентацией Мстислава Великого, связанной с его происхождением. Примечателен сам факт его рождения от брака Владимира Мономаха и Гиты — дочери последнего англосаксонского правителя Англии Гаральда Гудвинсона. Их первенец, названный Мстиславом, в западноевропейских источниках известен как Гаральд — что сохраняло память о деде по материнской линии. В свою очередь Мстислав-Гаральд в 1095 г. женился на принцессе Христине — дочери шведского короля.
Во время княжения Мстислава (1088—1117 гг. с небольшим перерывом в середине 1090-х гг.) в Новгороде явно фиксируется прозападная ориентация религиозной и культурной жизни. К числу этих проявлений следует отнести строительство Мстиславом грандиозного собора Св. Николая в 1113 г. на Ярославовом дворе, при том, что поклонение этому святому, по мнению М. Ф. Мурьянова, обрело культовый характер в Англии и Ирландии уже в X—XI вв. и было особенно популярным при дворе Гаральда II, отца Гиты.
Столь же знаковым событием, демонстрирующим проникновение в церковную жизнь Новгорода латинского влияния, является легендарное прибытие в город в 1106 г. Антония Римлянина. Развёрнутое им с разрешения епископа Никиты строительство монастыря стало, по мнению того же Мурьянова, «опорным пунктом католического влияния в Новгороде».
Впечатляющим достижением отечественной науки в изучении этого периода стало введение в научной оборот А. В. Назаренко западноевропейского источника под названием: «Похвальное слово св. Пантелеймону», принадлежащее перу известного богослова и проповедника первой трети XII в. Руперта из Дойца. Из него следует, что Гита Гаральдовна поддерживала тесные связи с монастырём Святого Пантелеймона в Кёльне, делая в него щедрые вклады. Благодаря этим связям в «Похвальное слово» был включён пространный рассказ о чудесном исцелении новгородского Князя Мстислава, сына Гиты и Владимира Мономаха, которое было приписано заступничеству Св. Пантелеймона.
Гита Гаральдовна, которая по мнению ряда отечественных исследователей провела последние годы жизни в Новгороде при дворе Мстислава, поддерживала связи с обителью Св. Пантелеймона в Кёльне, где она числится среди «щедрых» вкладчиков средств в монастырском синодике. Её кончину связывают с возможным участием в паломничестве в Иерусалим во время Первого крестового похода, одним из предводителей которого был её двоюродный брат Готфрид Бульонский. Сохраняя тесные связи с западным миром, Гита Гаральдовна, несомненно, оказывала сильнейшее влияние на культурные акции своего сына Мстислава в Новгороде. Принимая во внимание отмеченный культурный контекст, следует признать, что появление на Верхней Луге «крепостицы» западноевропейского типа, столь популярного на исторической родине Гиты, в эпоху княжения Мстислава не выглядит таким уж из ряда вон выходящим.
В. Я. Конецкий, С. В. Трояновский отмечают, что гипотеза о фортификационном характере насыпи Крестовой сопки требует тщательной проверки, в том числе в форме полевых археологических исследований. Они предполагают, что при сооружении в Передольском погосте небольшой крепости по образцу западноевропейских за́мков, могла быть использована насыпь существовавшей здесь к этому времени сопки и таким образом данное сооружение оказалось в составе сопочного могильника. Таким образом строители оборонительного холма могли просто существенно сократить объём необходимых земляных работ. К тому же, существенный хронологический разрыв — около столетия — между временем создания языческих могильников и возведением крепости снимало тему возможного конфликта с потомками создателей сопок.
Функционирование сопки, как княжеского за́мка в центре Верхнего Полужья и опорного пункта княжеской власти, могло продолжаться всего несколько десятилетий и прекратиться вместе с кардинальными изменениями в отношениях Новгорода с князьями, рубежом в которых стал 1136 год.